# Jerry ne se laisse pas faire
Pour plus de détails, voir Fiche technique et Distribution.
Jerry ne se laisse pas faire (Mouse Trouble) est un film d'animation américain réalisé par William Hanna et Joseph Barbera, sorti en 1944.
Produit par Fred Quimby pour la Metro-Goldwyn-Mayer, il s'agit du 17e cartoon Tom et Jerry réalisé par le duo Hanna et Barbera. La musique de Scott Bradley est basée sur la chanson de jazz populaire All God's Chillun Got Rhythm. Le cartoon reçoit l'Oscar du meilleur court-métrage d'animation en 1945.

## Synopsis
Au début de l'épisode, Tom reçoit un livre sur Comment attraper une souris. En commençant à le lire, Jerry le lisait en même temps que le chat ce qui énerve Tom qui tente de l'attraper, mais cette dernière lui referme le livre sur le museau. Tom lit alors une partie du livre lui conseillant le traditionnel piège à souris. Ce dernier n'a aucun effet sur Jerry qui mange le morceau de fromage, ce qui étonne le chat qui teste le piège qui se referme sur sa patte. Tom tente alors un autre piège avec une corde reliée à un arbre en posant un fromage pour attirer Jerry mais la souris dupe tranquillement le chat en remplaçant le fromage par un bol de lait qui attire l'attention de ce dernier sans prêter attention au piège que Jerry activera. Tom essaie ensuite de rouler Jerry en lui faisant croire qu'il lit un livre drôle en l'attirant dans ce dernier et le refermant brutalement. Mais Jerry n'a rien eu et lui tape dans l'œil en s'enfuyant. Jerry étant coincée dans un coin, le chat tente de la frapper mais se retrouve battu. Il dit alors "Ne croyez pas ça !". Tom tente alors le piège à ours, de tirer avec un fusil ou encore d'utiliser un maillet contre Jerry, mais toutes ses tentatives se retournent contre lui (Tom se retrouvant scalpé par le fusil, il porte une perruque). Dans un énième tentative de piéger la souris, Tom se met dans un paquet cadeau mais Jerry sent qu'il y a un piège et y enfonce des aiguilles avant de la scier en deux et de voir aucune réaction, elle décide alors de regarder à l'intérieur avant d'interpeller le spectateur : Y A-T-IL UN DOCTEUR DANS LA SALLE. Tom tente d'attirer Jerry en utilisant une souris mécanique qui l'emmènerait vers un faux trou de souris menant à la bouche de Tom, mais Jerry étant galant, il laisse passer la souris mécanique qui se fait avaler par Tom, ce dernier comprenant que ça n'a pas marché et ayant choper le hoquet, il devient fou de rage et déchire le livre. Le chat tente le tout pour le tout en plaçant des explosifs tout autour du trou de la souris. À la fin, toute la maison explose (avec Tom à l'intérieur) et seul le trou de souris reste intact avec Jerry, le chat ayant été tué par l'explosion vole vers les cieux en ayant gardé son hoquet.